# سوئی (رپر ژاپنی)

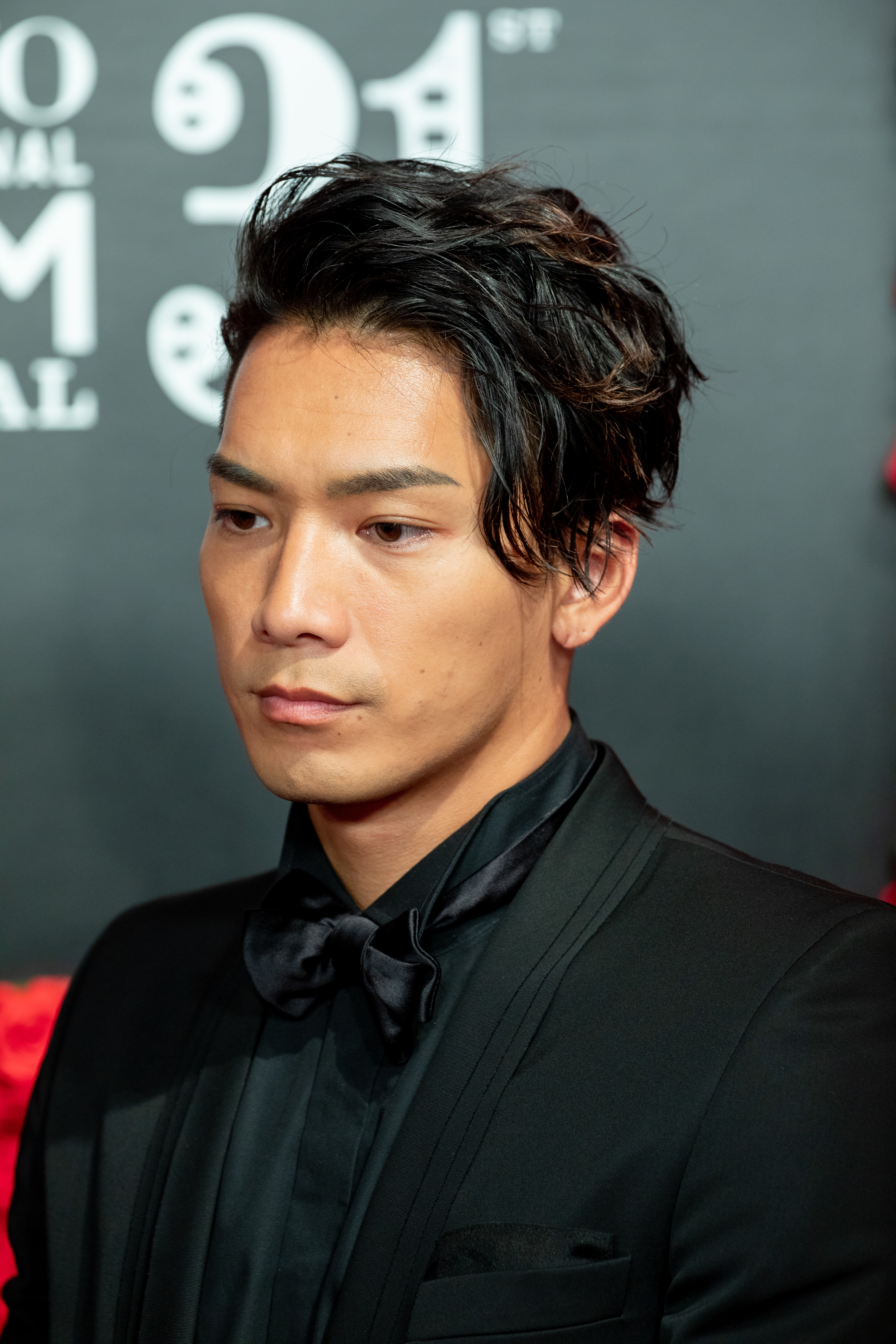
سوئی (رپر ژاپنی) در سال 2018

سوئی (انگلیسی: Sway؛ زادهٔ ۹ ژوئن ۱۹۸۶) رئیس تشریفات، بازیگر، خواننده، و بازیگر تلویزیون اهل ژاپن است.